# Вайлант, Бернард
Бернард Вайлант (нидерл. Bernard Vaillant), чья фамилия ошибочно переводится на французский манер Вайан или Вальян (1625 год, Рэйсел — 1670 год, Лейден) — фламандский художник и гравёр золотого века нидерландской живописи; младший брат Валлеранта Вайланта.

## Биография и творчество
Из семьи художников; ученик старшего брата Валлеранта. Сопровождал брата в путешествиях. Предпочитал карандаш кисти; приобрёл большую славу рисованием портретов. Поселился в Роттердаме. Умер от удара в Лейдене в 1670 г.
Многие гравёры работали по его рисункам; он сам сделал несколько гравюр под растушку, подписывая их буквами B. V. F.